# Sebagena
Sebagena is een geslacht van vlinders van de familie visstaartjes (Nolidae), uit de onderfamilie Collomeninae.

## Soorten
- S. acronyctoides Schaus, 1915
- S. argentea Walker, 1869
- S. canalalis Schaus, 1938
- S. chlorographa Dognin, 1910
- S. furcifera Walker, 1865
- S. mariva Dognin, 1891
- S. mollis Möschler, 1886
- S. poliopepla Hampson, 1905
- S. rectilinea Dognin, 1910